# 佐藤大朗
佐藤 大朗（さとう たろう、1990年4月3日 - ）は、ジャパンラグビーリーグワンレッドハリケーンズ大阪に所属するラグビー選手。

## プロフィール
- 東京都出身[1]。
- ポジションはフランカー(FL)。
- 身長 181 cm、体重 97 kg
- ニックネームはタロウ、S.T、Young taro。
- 弟の大樹もラグビー選手[2]（現・NTTコム）

## 来歴
ラグビーは高校から始めた。
2009年、都立国立高校卒業後、慶應義塾大学に入る。
2013年、慶應義塾大学卒業後、NTTドコモレッドハリケーンズ(現・レッドハリケーンズ大阪)に加入。同年9月1日に行われたジャパンラグビートップリーグ第1節の九州電力キューデンヴォルテクス戦にて先発出場で公式戦初出場を果たす。
2015年、NTTドコモレッドハリケーンズの主将に就任した。